# Arte de Urartu
El arte de Urartu se refiere a un tipo de arte histórico y regional de Urartu (Ararat), el antiguo estado de Asia occidental que existió en el período comprendido entre los siglos XIII y VI a. C. en el Altiplano Armenio. El arte de Urartu fue fuertemente influenciado por la cercana Asiria, el estado más prominente de ese período en la región. Llegó a su punto máximo alrededor del siglo VIII a. C. pero fue mayormente saqueado, dispersado y destruido con la caída de Urartu alrededor de un siglo después. Han sobrevivido estatuillas de bronce, joyas, armas y otras artesanías de este período.

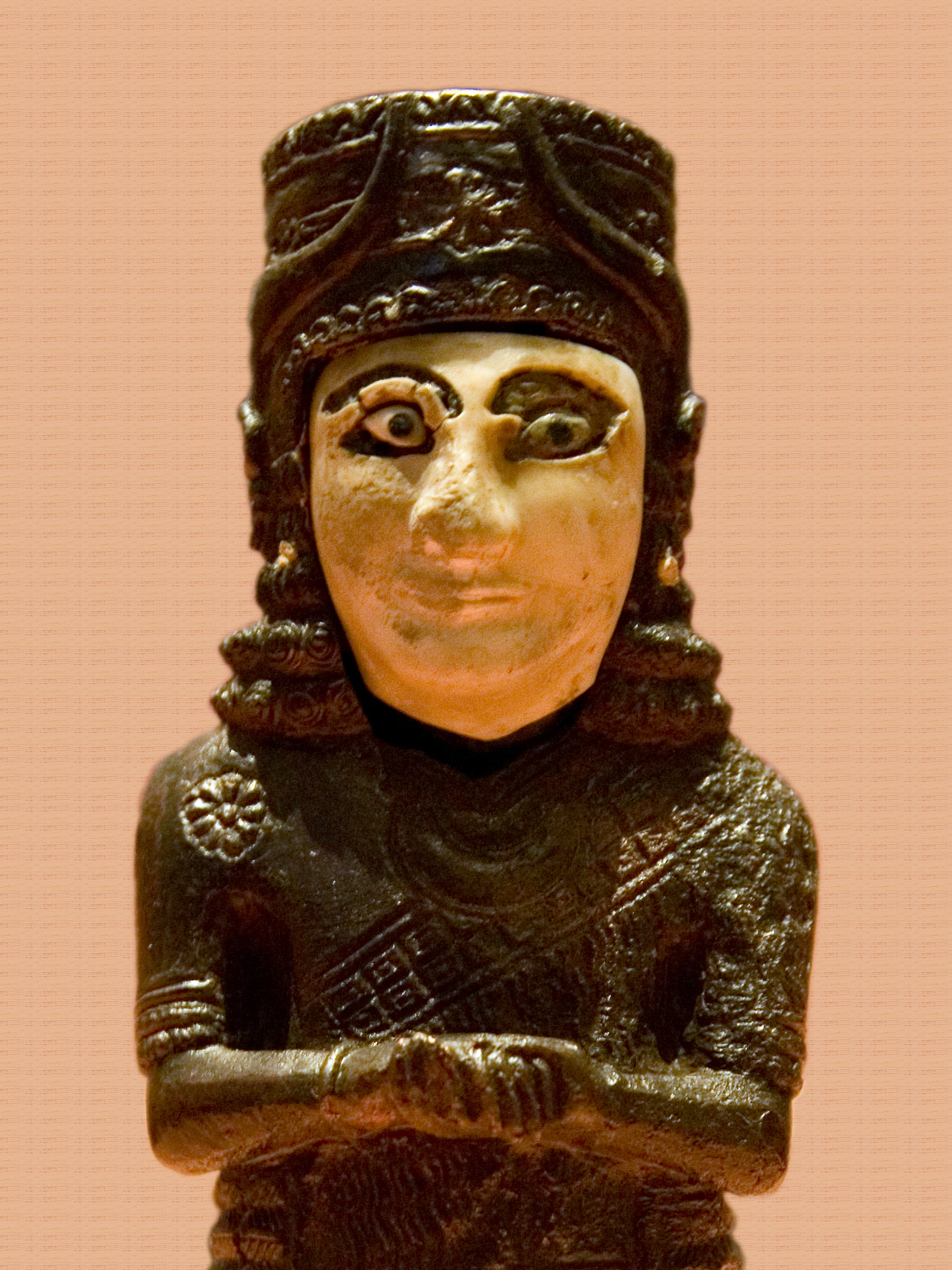
Detalle de un trono de bronce de los reyes urartianos reprenetando a una divinidad alada.

## Generalidades
La ciencia tiene relativamente pocos artefactos del Rreino de Urartu. A diferencia de otros estados del mundo antiguo, todos los objetos de arte del reino de Urartu descubiertos pueden ser estudiados por un solo investigador. El arte de Urartu fue hecho bajo la fuerte influencia de su vecina Asiria y a pesar de las obvias diferencias de estilo, durante mucho tiempo este arte fue considerado una simple subdivisión del arte asirio. Como este último, el arte de Urartu fue concebido como una forma de glorificar al rey y al estado impresionando con su riqueza y esplendor. Los científicos e historiadores del arte señalan las siguientes características del arte de Urartu: 1) la observación de los cánones de belleza es más pronunciada que en otras culturas antiguas de Oriente; 2) se da preferencia a los ornamentos, más que a las escenas de la vida cotidiana; 3) la tendencia a copiar los modelos antiguos existentes en lugar de mejorar las creaciones posteriores. Así pues, el estilo de los artesanos de Uratu permaneció inalterado durante varios siglos y, en consecuencia, se fue simplificando y primitivizando progresivamente.

### Historia del estudio del arte de Urartu
En el siglo XIX, el interés europeo por las antigüedades del Cercano Oriente inspiró a los arqueólogos a llenar los museos europeos con ellas. Sin embargo, en ese momento, la existencia de Urartu todavía no había sido descubierta por la ciencia, y las ruinas de Tushpa y Toprakkale en Van (Turquía), se consideraban rastros de una remota provincia de Asiria de escaso interés. Los descubrimientos durante las excavaciones en Nínive por Austen Henry Layard en Irak ensombrecieron los hallazgos a lo largo de las orillas del Lago Van. Durante mucho tiempo, la búsqueda de antigüedades de Urartu fue más interesante para los «buscadores de tesoros» que para los arqueólogos.
Así, durante el siglo XIX, los museos europeos (Museo Británico, Museo del Louvre, Museo del Ermitage y otros) comenzaron a exhibir artefactos de Urartu proporcionados por coleccionistas privados. Sin embargo, al principio, el bajo nivel de investigación y la falta de excavaciones en los yacimientos de Urartu llevó a los historiadores a clasificar las antigüedades de Urartu como de origen asirio o sasánida. Solo a mediados del siglo XX, cuando la investigación sobre Urartu avanzó considerablemente y se descifró la escritura cuneiforme, se pudieron clasificar correctamente los objetos de arte encontrados en los yacimientos arqueológicos. Las excavaciones sistemáticas de las antiguas ciudades de Urartu, Teishebaini y Erebuni, realizadas durante el período soviético en el territorio de Armenia fueron particularmente fructíferas y contribuyeron al estudio del arte de Urartu. 

## Categorías de objetos de arte Urartu

### Estatuillas de bronce
Los artesanos de Urartu podían hacer estatuas de bronce de bellas dimensiones. Así, durante el saqueo de Musasir en Asiria, tomaron las estatuas de bronce de los reyes de Urartu y de Argishti I, con una masa de 60 talentos (alrededor de 1,8 toneladas). Sin embargo, no ha sobrevivido ninguna obra de bronce de tamaño comparable o incluso partes de obras.
Las esculturas de bronce fueron hechas con un modelo de cera y luego cinceladas o cubiertas con oro.
Las pequeñas estatuillas de bronce de Urartu pueden dividirse en tres grupos: los adornos de trono de los reyes de la Lista de Reyes de Urartu, los adornos de cobre de los calderos y las raras estatuillas que representan a los dioses. Prácticamente todas las estatuillas son arte aplicado, lujosos objetos utilitarios de los cortesanos.

#### Trono de los reyes de Urartu
A finales del siglo XIX, los buscadores de tesoros vendieron varias pequeñas piezas de bronce a los museos europeos, que al examinarlas resultaron ser partes del mismo trono, el de los reyes Urartu.
Las partes preservadas de este trono estaban todas hechas de bronce (por fundición y cera perdida). Esta técnica significaba que cada pieza debía ser creada por separado y luego envuelta en un molde refractario y rellenada con cera derretida. El metal se vierte en el molde, la cera se derrite y el molde refractario conserva la forma prevista por el artesano. Cada pieza se hace por separado y nunca es absolutamente idéntica a otra. La pieza resultante es luego dorada por la aplicación de finas capas de pan de oro.
| | |  |  |  |
| | Figuras de bronce, partes del trono conservadas en San Petersburgo en el Museo del Hermitage, Rusia. Las figuras de bronce han conservado rastros de dorado. Los rostros de las bestias salvajes y la deidad de la derecha fueron hechos de piedra, probablemente con incrustaciones de piedras preciosas, por lo que todos los rostros han sido rotos y no se han conservado.. |  |  |  |
| | |  |  |  |
| Las partes simétricas superiores del trono: a la izquierda, una parte del Ermitage, a la derecha una parte del Museo Británico. Basándose en las similitudes, los científicos pudieron determinar que era el mismo objeto. Además, las figuras tienen ranuras diseñadas para fijar las partes horizontales y verticales. Cada elemento ha sido marcado con los correspondientes signos jeroglíficos. | |  |  |  |

#### Vajilla decorada
Las figuritas de bronce que decoran los calderos son unos de los objetos más numerosos que se han conservado en Urartu. Según los científicos, son los que originalmente permitieron la identificación del estilo Urartu en los utensilios encontrados en el siglo XX.
Los calderos de cobre decorados parece que fueron utilizados principalmente para los sacrificios rituales. Los anales asirios del rey Sargón II, por ejemplo, mencionan tal recipiente lleno de vino durante las libaciones al dios Haldi. Las figuritas unidas a los calderos se hacían por separado y luego se unían a ellos.
Entre estas figuritas decorativas de calderas se encuentran cabezas de toro y también deidades aladas más a menudo femeninas que masculinas. Se ha formulado la hipótesis de que estas deidades representaban al dios Shivini y a su esposa la diosa Tushpuea. La técnica de fundición de piezas de bronce para calderos se originó en Urartu, en los países vecinos de Asia Menor, en particular Frigia, y es una forma de arte del Cercano Oriente que posteriormente penetró en Europa. Se han encontrado decoraciones de calderos en Grecia, Italia, Rodas, Atenas, Beocia, Delfos, Olimpia y en las tumbas de Etruria. Al principio de la investigación, muchos adornos de Urartu fueron clasificados por los investigadores como objetos antiguos en general, pero desde mediados del siglo XX, después de un examen detallado, se han clasificado como originados específicamente en el arte de Urartu. Los científicos incluso han notado que las figuras de bronce de Urartu usadas en calderos habían sido usadas por otros pueblos para decorar sus barcos.
Las copas y platos se decoraban más a menudo con escenas de batallas, imágenes de jinetes y carros.
|  | |  |
|  | A la izquierda, un caldero con figuras de toros, encontrado en el raión de Vana. Arriba, una caldera descubierta en las excavaciones de Frigia occidental en Turquía, pero que sin embargo está clasificada entre los descubrimientos del arte urartiano. Esta figurita que decora el caldero es probablemente una representación del dios del sol de Urartu llamado Shivini. |  |

#### Estatuas de dioses
A finales del siglo XX se descubrieron tres estatuillas de bronce que representaban a dioses de Urartu. Parece que las deidades fueron representadas en bronce solo para su uso en ceremonias religiosas. Una de las estatuillas es probablemente el dios Haldi, guardada en el Museo Británico, las otras dos en el Museo de Historia de Armenia (una copia está en el Museo Erebuni). 
|  |  | A la izquierda : Estatuilla del dios de Urartu de la guerra Teisheba. Fue descubierto en 1941 en las excavaciones de Karmir Blur en las ruinas de la fortaleza de Teishebaini, llamada así en honor a este dios. A la derecha: Estatuilla de la diosa Arubani, esposa del dios Haldi, comprada varias veces por coleccionistas privados de antigüedades antes de entrar en las colecciones del Museo de Historia Armenia en 1936. Es posible que esta estatuilla haya sido descubierta en las orillas del lago Van. |

### Armas
Hay una categoría separada del arte urartu que concierne a las armas que pertenecían a los reyes de Urartu. Estas armas ceremoniales incluyen cascos de batalla, espadas, aljabas, escudos, y cotas de malla. En estas armas se representan motivos típicos del Medio Oriente: leones y toros, serpientes, deidades aladas, veneración del árbol de la vida.

#### Cascos
Los científicos no saben lo suficnete sobre los cascos de combate desde las excavaciones de Teishebaini donde descubrieron más de 20 de ellos. Los cascos ceremoniales difieren poco de los cascos de batalla de los guerreros de Urartu porque están decorados artísticamente.
|  | |  |                                                           |  |
|  | La inscripción del cascodice: «Al dios Haldi, Señor, este casco de Sarduri II, hijo de Argishti I, está consagrado de por vida». |  | Fragmento de un casco con el motivo del árbol de la vida. |  |

#### Escudos
Los científicos tienen varios escudos ceremoniales de bronce a su disposición. Todos ellos estaban decorados con círculos concéntricos decorados con leones y toros. Estos escudos no estaban destinados a la lucha: el grosor de la placa de bronce y la naturaleza de los accesorios en la parte posterior indican que se utilizaban para las ofrendas (por ejemplo, en los templos), donde se colgaban en las paredes. El diámetro de estos escudos variaba de 70 cm a un metro. Las imágenes fueron estampadas en la superficie del escudo y luego despojadas con varias herramientas. La composición de las figuras está organizada de tal manera que ninguna de ellas parece estar al revés. Varios de estos escudos fueron encontrados en el raión de Van, desde donde más tarde se dirigieron al Museo Británico y a los museos de Berlín. 14 de ellos fueron descubiertos durante las excavaciones en Teishebaini en la colina de Karmir-Blour.
También se sabe que hay escudos de oro de Urartu que no se han conservado. En Asiria, el rey Sargón II, describiendo la riqueza de los objetos del saqueo de Musasir, dijo que incluía seis escudos de oro de Urartu, cada uno de ellos con un peso de 6,5 kg. 
| | Dibujo de escudo |  | | Dibujo de escudo |
| | |  | | |
| Escudo de Sarduri II. Cuneiforme con inscripción en el borde: Al dios Haldi, señor, este escudo de Sarduri II]], hijo de Argishti I, está dedicado. Por el gran dios Haldi Sardouri, rey de los poderosos, rey de los grandes, rey de la tierra de Urartu, gobernante de la ciudad de Tushpa. A la derecha de la imagen — dibujo de escudo (pulsar para agrandar). | Escudo de Sarduri II. Cuneiforme con inscripción en el borde: Al dios Haldi, señor, este escudo de Sarduri II]], hijo de Argishti I, está dedicado. Por el gran dios Haldi Sardouri, rey de los poderosos, rey de los grandes, rey de la tierra de Urartu, gobernante de la ciudad de Tushpa. A la derecha de la imagen — dibujo de escudo (pulsar para agrandar). |  | Escudo de Argishti. en caracteres cuneiformes está inscrito en el borde: Este escudo pertenece a la armería de Argishti I, hijo de Menua. Arghisti, hijo de Menua, un poderoso rey de la región de [Urartu], gobernante de la ciudad de [Tushpa]. Este escudo está dedicado al dios Haldi por Arghisti hijo de Menua. A la derecha de la imagen — dibujo de escudo (pulsar para agrandar). | Escudo de Argishti. en caracteres cuneiformes está inscrito en el borde: Este escudo pertenece a la armería de Argishti I, hijo de Menua. Arghisti, hijo de Menua, un poderoso rey de la región de [Urartu], gobernante de la ciudad de [Tushpa]. Este escudo está dedicado al dios Haldi por Arghisti hijo de Menua. A la derecha de la imagen — dibujo de escudo (pulsar para agrandar). |

#### Aljabas
Durante las excavaciones arqueológicas, solo se encontraron tres aljabas, todas ellas en el territorio de Armenia durante la excavación del último bastión de Urartu, la ciudad de Teishebaini. Una de ellas fue transferida al Museo del Ermitage, las otras dos están en el Museo de Historia Armenia. Las aljabas reales eran de bronce, en la cara están representados los guerreros de Urartu. 
|                                                                  |  |
| Carcaj, perteneciente a Sarduri II (Museo del Ermitage)          |  |
|                                                                  |  |
| Parte superior del carcaj de Sarduri II, arriba a la izquierda.  |  |
| Carcaj perteneciente a Argishti I (Museo de Historia de Armenia) |  |

#### Armaduras
Las armaduras ceremoniales de los guerreros de Urartu fueron encontradas durante las excavaciones en Teishebai. También se han encontrado restos mal conservados de cotas de malla de Argishti I y se guardan en el Museo Erebuni de Ereván) Mejor conservados son los cinturones de bronce de los guerreros encontrados en Turquía durante las excavaciones en Altyn-Tepe, en Irán cerca del lago Urmía, y en Armenia en las tumbas durante las excavaciones en Karmir Blur. Los cinturones servían para proteger el cuerpo como una armadura. Tienen 12 cm de ancho y alrededor de un metro de largo. 
| |  | |
| Restos de un cinturón de metal de Urartu, descubierto durante las excavaciones en la ciudad de [Erebuni] en la colina de Arin Berd. Están guardados en el Museo Erebuni en Ereván. |  | Cinturón de bronce de Urartu, descubierto en la región de Van (Turquía). Conservado en el Museo de las Civilizaciones de Anatolia en Ankara. |

### Joyas
Las joyas de Urartu se pueden dividir en dos categorías: 1) joyas hechas de metales y piedras preciosas que pertenecen al arte de la corte; 2) variedades simplificadas de tales joyas hechas de bronce y utilizadas por los estratos menos ricos de la sociedad de Urartu. Los investigadores consideran que muchas joyas, además de su función decorativa, se creía que tenían propiedades mágicas como amuletos. Se han encontrado pocas piezas de producción de metales preciosos hechas en Urartu. Los Anales de Asiria del rey Sargón II mencionan varios artículos de metales preciosos como: palillos, varios recipientes, colgantes de plata u oro. Estos tesoros fueron arrebatados por los asirios a Musasir en 714 a. C. y ya no se encuentran hoy en día. En algunos casos, los buscadores de tesoros descubren importantes monedas de oro o plata y las envían a una fundición, sin saber siempre que son monedas de Urartu. Entre las piezas más importantes de orfebrería se encuentran el colgante descubierto por una expedición de Berlín durante las excavaciones en la capital de Urartu, Toprakkale, y la tapa de un caldero descubierto durante las excavaciones en Teishebaini. 
| | |
| Ornamento femenino de plata (pectoral) con una representación del dios Haldi (en el trono) y su esposa, la diosa urartiana Arubani. El pectoral está guardado en un museo en Berlín.. | Tapa de caldera de plata con una figura que representa una granada. Mencionado como propiedad de Argishti I, Museo de Historia Armenia. |

Entre las muchas pequeñas piezas de joyería producidas en Urartu que han sido descubiertas durante las excavaciones se encuentran alfileres de oro y plata, pendientes de oro, partes de brazaletes de oro y medallones. Estos hallazgos se hicieron durante las excavaciones en el actual territorio de Turquía y Armenia. Las joyas para mujeres a menudo representan a la diosa Arubani, esposa del dios supremo de Urartu, Haldi. Además, también se encuentran motivos mesopotámicos como el árbol de la vida, el disco solar alado y otros. Entre las joyas más populares están muchas muestras de pulseras y pendientes, collares de bronce, cornalina. En Urartu, como en muchas otras partes del antiguo Oriente, tanto hombres como mujeres llevaban joyas.
| |  |  |  |
| Arriba a la izquierda: pendientes de oro y medallón de plata de Urartu (dañados por el fuego durante la toma de Teishebaini), descubiertos durante las excavaciones de Karmir Blur, Museo de Historia Armenia. A la derecha: Collar de cornalina, negociado con buscadores de tesoros en el raión de Van (Turquía), Museo de las Civilizaciones de Anatolia. |  |  |  |

### Arquitectura
La arquitectura de Urartu está representada por ciudades fortificadas y complejos de palacios y templos. Ciudades fortificadas como Erebuni o Tushpa son conjuntos arquitectónicos con locales religiosos y comerciales. Los materiales utilizados para su construcción son el ladrillo y la piedra. Algunas ciudades de Urartu se construyeron sobre la base de planos caracterizados por calles paralelas y un sistema de defensa de varios niveles.
De forma relativamente inesperada, las construcciones de piedra se han conservado poco. Así, en contra de las expectativas de los científicos en Tushpa, cerca de Van, no se han descubierto bajorrelieves ni esculturas monumentales. En las excavaciones de Toprakkale (Urartu) no se han descubierto piedras de gran tamaño, mientras que en los bajorrelieves asirios del rey Sargón II, que representan la ciudad de Urartu de Musasir, se puede ver que se instalan grandes estatuas en dicha ciudad. Por otra parte, se han descubierto varias partes pequeñas de relieves en otras partes de Turquía. Es posible que la primera ciudad de residencia de los reyes de Urartu en Tushpa y luego en Toprakkale sufriera una gran destrucción por parte de los medos durante su toma de estas ciudades y que las esculturas monumentales también fueran destruidas. En Urartu, los monumentos conmemorativos se erigían en forma de piedras verticales con inscripciones que posteriormente se convirtieron en prototipos de jachkars.
| |  |  |  |  |
| A la izquierda: Vestigios de un importante bajorrelieve de piedra con una representación de la diosa Teisheba, de pie sobre un toro. Fue descubierta en las ruinas de la ciudadela de Adildjevaz, y conservada en el Museo de Van; Arriba: Dos cofres de piedra descubiertos durante las excavaciones de Karmir Blurе. Se conserva en el Museo Erebuni de Ereván. A la derecha : representación de un grifo y de un disco alado. |  |  |  |  |

### Cerámica
Hay muchos productos de Urartu hechos de arcilla. Los alfareros de Urartu, además de productos cerámicos sencillos utilizados con fines utilitarios económicos, fabricaban cerámica artística decorada con representaciones de deidades y animales. Algunos vasos rituales y platos reales se hacían con arcilla decorada con colores. 
| |  |  |  |  |
| De izquierda a derecha:ritón de arcilla pintada en forma de bota. Descubierto durante las excavaciones en Karmir Blur. Conservado en el Museo de Historia de Armenia; ritón en forma de cuello de animal. Descubierto en el raión de Van. Conservado en el Museo Arqueológico de Estambul; Vaso ritual decorado con cabezas de toro. Descubierto durante las excavaciones de los enterramientos del periodo Urartu en el territorio de Armenia. Conservado en el Museo Erebuni. |  |  |  |  |

### Pinturas murales
El arte monumental de Urartu también está representado por las coloridas pinturas murales, milagrosamente conservadas en las ruinas de la ciudadela de Erebuni. Aunque las pinturas de este tipo estaban muy extendidas en Mesopotamia y probablemente se extendieron desde allí hasta Urartu, es en Erebouni donde mejor se conservan en comparación con otras de las antiguas ciudades de Oriente Próximo. Esto las convierte en un monumento único del arte del Antiguo Oriente. Erebuni, a diferencia de muchas ciudades de Urartu, no fue incendiada durante una guerra, sino que fue abandonada sin luchar, lo que salvó unas pinturas únicas.· Algunos murales de Ereván se han expuesto en Ereván, en el Museo de Ereván, y en Moscú, en el Museo Pushkin. 
|  |  |  |
|  |  |  |

### Sellos cilíndricos
En Urartu, como en otros estados del Próximo Oriente, se utilizaban sellos cilíndricos que al mismo tiempo servían de amuletos. La tecnología y los motivos representados en los sellos de Urartu fueron claramente imitados en los sellos de la vecina Asiria. Pero la calidad artística de los sellos de Urartu que han llegado hasta nosotros es muy inferior a los de Asiria. Sin embargo, son de interés para el estudio del arte de Urartu. 
| |  |  |
| Los sellos cilíndricos representan tradicionalmente motivos cósmicos o religiosos, y con menos frecuencia escenas de caza. En las muestras mostradas hay representaciones de la luna, las estrellas, arqueros apuntando y, a veces, del árbol de la vida. |  |  |

## Legado del arte de Urartu
Después de la caída de la civilización de Urartu en el siglo VI a. C., las características del arte de Urartu fueron notadas por los artistas de los pueblos vecinos. Así, durante las excavaciones en la ciudad de Erubini se descubrió un tesoro de plata de la época de los aqueménidas en el que destacaban las técnicas artísticas de representación de figuras humanas.
|  |  |  |  | Los ritones de plata de la época de los aqueménidas combinan elementos orientales de la antigua Grecia y otros del arte de Urartu. Este aspecto ha permitido a los científicos hablar de la influencia del arte de Urartu en el arte aqueménida. |

El ritón de la derecha tiene una parte delantera formada por un jinete que lleva un gorro redondeado y alto. En las mangas de su abrigo hay grabados chevrones en una banda, lleva un cuchillo en una vaina al cinto. El traje del jinete se parece al de los medos en el fresco de Persépolis. El pecho del caballo está ceñido con una gran cadena.
El ritón de la izquierda tiene forma de copa con varias figuras en relieve. En el centro, un hombre sentado, a la izquierda un sirviente le presenta una copa y más atrás un músico toca la flauta doble. Es el ritón más antiguo con un borde de figuras.
Boris Piotrovsky ha hecho una serie de observaciones para sugerir que la técnica de decoración artística de los escitas, ya sean cinturones, vainas y otros objetos, fue probablemente tomada de los artistas de Urartu. Los investigadores también han observado que la decoración de los calderos de Urartu había penetrado en los pueblos vecinos de la Antigüedad clásica.
También hay que mencionar la importante influencia que la cultura de Urartu ha tenido en las regiones de Transcaucasia y Armenia en particular. Se encuentra en la arquitectura, los métodos de riego y la artesanía. Sin embargo, a los científicos e historiadores del arte les resulta difícil demostrar esta influencia debido al reducido número de muestras que han llegado hasta nosotros. Sin embargo, la influencia de la cultura urartu en Armenia y el sur de Georgia se considera una realidad generalmente aceptada. Según Igor M. Diakonoff, «al estudiar la historia socioeconómica o cultural más antigua del pueblo de Armenia, no se puede sino partir de la nada y buscar en el siglo VI y V a. C. las relaciones primitivas de la comunidad; no cabe duda de que para entender correctamente la historia de los antiguos armenios hay que conocer la historia antigua de los hurritas y los urartios y los hititas». También hay que tener en cuenta la influencia de la cultura de Urartu en Oriente Medio, y sobre todo en los medos.